# アルフレッド・レナール
アルフレッド・レナール（Alfred Renard、1895年4月21日 - 1988年6月20日）は、ベルギーの技術者である。ベルギー航空産業における指導的人物で、いくつかの航空機の設計を行った。
アンデルレヒトにうまれた。幼くして、叔父の工場などで、電気工作などの技術を身につけた。17歳のときに自動車会社プジョーが設けた飛行に関する賞に兄弟のジョルジュと、一定の速度になると折りたたまれた翼が開く人力飛行機を作って挑戦したが、飛行はできなかった。ブリュッセル自由大学に入学したが、第一次世界大戦で学業は中断され、1925年に工学の課程を修了した。ベルギーの航空技術研究所の技師となり、ここでエミール・アラール教授（Emile Allard ）とともに、全金属単葉機、ACAZ T-2を製作した。ACAZ T-2はベルギー初の全金属機であった。レナールとアラールはSint-Genesius-Rodeに風洞の計画をした。
1922年に設計者を求めていたJean Stampe と Maurice Vertongenとの事業を始めたが、航空技術研究所の仕事が残っていたために、1機の設計(RSV = Renard, Stampe, Vertongen)を行っただけに終わった。1925年に、自らの会社Sociéte Anonyme Avions et Moteurs Renardを設立した。レナールの設計・製作した航空機は商業的に成功することはなかった。1932年に、偵察機レナール R-31がベルギー空軍に34機が納入されただけであった。与圧式旅客機のR-35や、低翼単葉引き込み脚の戦闘機のR-36/R-37/R38/R-40を行ったが、軍や国営航空会社に採用されることはなかった。
第二次世界大戦後はベルギー国鉄(NMBS)で技術顧問として働き、輸送機R-45の設計を企てたが、資金の問題で実現しなかった。1947年にStampe SV-4bを製作していたJean Stampeに雇われたがStampeも1970年に活動を停止した。
ベルギーの航空のパイオニアの協会、"Les Vieilles Tiges de l'Aviation Belge"の名誉会員に選ばれた。